# إغناثيو رويز
إغناثيو رويز (بالإسبانية: Ignacio Ruiz)‏ هو مجدف أرجنتيني، ولد في 15 مارس 1948.

## وصلات خارجية
- إغناثيو رويز على موقع الاتحاد الدولي للتجديف (الإنجليزية)
- إغناثيو رويز على موقع اللجنة الأولمبية الدولية (الإنجليزية)
- إغناثيو رويز على موقع أوليمبيديا (الإنجليزية)